# Cliff Weissman
Cliff Weissman is een Amerikaanse acteur.

## Carrière
Weissman begon in 1991 met acteren in de televisieserie Law & Order . Hierna heeft hij nog meerdere rollen gedaan in televisieseries en films. Meestal zijn het kleinere rollen, het meest bekend is hij met de televisieserie Beverly Hills, 90210 in de rol van Bruno de lijfwacht in seizoen zes. Hierna heeft hij nog gespeeld in o.a. The Guardian (2002-2004) en The Young and the Restless (2010).

## Filmografie

### Films
Uitgezonderd korte films.
- 2021 Judas and the Black Messiah - als agent in ziekenhuis
- 2020 Irresistible - als gemeentehuis moderator
- 2007 The Hanged Man – als LT56
- 2007 Plane Dead – als dr. Sebastian
- 1994 Don Juan DeMarco – als bezorger

### Televisieseries
Uitgezonderd eenmalige gastrollen.
- 2023 Black Mafia Family - als politieagent in ziekenhuis - 2 afl.
- 2010 The Young and the Restless – als Bruce – 2 afl.
- 2002 – 2004 The Guardian – als Jerry de barkeeper – 2 afl.
- 1995 Beverly Hills, 90210 – als Bruno de lijfwacht – 7 afl.